# Nicolae Lascu
Nicolae Lascu, născut Laslo, (n. 20 aprilie 1908, Benic, județul Alba – d. 24 iunie 1988, Cluj-Napoca) a fost un istoric literar român, traducător și profesor universitar la Universitatea din Cluj, specialist în istoria literaturilor latină și greacă și al influențelor clasiciste în cultura română. A fost bursier al Școlii române din Roma între anii 1932-1934.
A fost căsătorit cu Viorica Lascu.

## Studiile
- Scoala elementara in satul natal.
- Liceul „Mihai Viteazul" din Alba Iulia (bacalaureatul în 1927).
- Studii de filologie clasică la Universitatea Regele Ferdinand din Cluj (licența în 1931).
- Specializari la Școala Română din Roma (1932-l934) și la Paris (1938-l939).

## Cariera universitara
- asistent (1934-1943);
- lector (1943-1948);
- conferentiar (1948-1950);
- profesor (1950-1973) la Catedra de Limbi Clasice, apoi la cea de Istorie a universității clujene, unde a fost decan (1959-l960) și prorector (1962-l968).
- Premiul Academiei Române (1947).

Pe urmele unor inaintasi ca St. Bezdechi", N. I. Herescu, Th. Naum s.a., preocupati mai ales de traduceri sau de stabilirea unor prezente (motive, izvoare) clasiciste in operele scriitorilor romani, Nicolae Lascu incearca sa stabileasca vechimea, amploarea si intensitatea acestei influente prin studii sistematice, care pregatesc, pe portiuni, defrisarea terenului: Samuil Micu traducator din Lucian, Ovidiu in opera lui Miron Costin, Alectt Beldiman traducator al Odiseii etc, destinate sa apara intr-un volum de contributii,inca nepublicat. in urma unor indelungate si fructuoase cercetari de arhiva si de biblioteca, el a dat in cele din urma sinteza domeniului, studiul de referinta si bibliografia Clasicii antici in Romania (1974), reunind traduceri si mentiuni critice de o mare diversitate si valoare.

## Lucrări publicate / Activitate
Debut publicistic in Anuntul Liceului „Mihai Viteazul" din Alba Iulia (1923). La indemnul prof. sai, Th. Naum si St. Bezdechi, se consacra studiilor clasice, publicind lucrarile:
- Cum traiau romanii (1965)
- Ovidiu. Omul si poetul (1971)
- Clasicii antici in Romania (1974) -  cea mai complexa bibliografie, precedata de un amplu studiu istoric si critic.
- Culegerea de texte a lui Ovidiu (1977)
- Călători și exploratori în Antichitate
- Clasicii antici în România
- Horațiu în literatura română

A tradus (in volume distincte, antologii si in revista) din Ovidiu,Tibul, Horatiu, Herodot, Stra-bo, Plutarh, Xenophon, Polybiu, Arrian, C. Rufus, Tacit. A ingrijit si prefatat/postfatat ed. din opera lui Ovidiu (1957), Tacit, Sallustiu s.a. 
A colaborat la Societatea de maine: Transilvania, Tara noua. Revista clasica: Ausonia. Studii literare. Maia (Florenta, Italia), Studi ovidiani (Roma), Circolo Letterario (Sulmo-na, Italia) etc. Membru in Societe des Etudes Latines (Paris) si al altor societati stiintifice.
O mai veche preocupare a lui Nicolae Lascu este si aceea de a urmari viata si destinul literar al lui Ovidiu, poetul latin exilat la Tomis. Ovidiu. Omul si poetul (1971) urmareste viata reala si cea postuma a creatorului, ca erou si subiect de transfigurare artistica. Culegerea de texte Lui Ovidiu (1977) fixeaza spatiul de circulatie al poetului ostracizat.
Ambele lucrari sint, in felul lor, unice la noi si s-au bucurat de ecouri favorabile peste hotare (cea dintii apare si in versiune italiana). Din aceasta activitate se desprinde si interesul lui Nicolae Lascu pentru istoria antica, si crestomatiile, manualele si culegerile sale de texte latine si grecesti cu un rol bine determinat in reintroducerea spiritului umanist in in-vatamintul romanesc din deceniile al saselea si al saptelea.